# Malva (Zamora)
Malva es una localidad y un municipio de España perteneciente a la provincia de Zamora, en la comunidad autónoma de Castilla y León. Se encuentra enclavado en plena  comarca de Toro y es uno de los muchos pueblos que tienden a su desaparición por la despoblación. Su economía se basa fundamentalmente en la agricultura y la ganadería. En 2017 contaba con una población de 136 habitantes.

## Símbolos
El escudo heráldico y la bandera que representan al municipio fueron aprobados oficialmente el 30 de abril de 2007. El escudo se blasona de la siguiente manera:

«Escudo cortado. 1.º en gules (rojo) una ermita de plata, mazonada y aclarada de sable (negro). 2.º en plata, tres hojas de malva de sinople (verde), bien ordenadas. Al timbre, Corona Real cerrada.»
Boletín Oficial de Castilla y León nº 94 de 16 de mayo de 2007

La descripción de la bandera es la siguiente:

«Bandera enastada, rectangular, con el vuelo igual a 3/2 de la vaina, partida por mitad vertical. La franja vertical junto al hasta, de una anchura igual a 1/2 del vuelo de color rojo, con una ermita de color blanco; el resto, de igual anchura que la anterior, de color blanco, con tres hojas de malva, de color verde, colocadas dos en la parte superior y una en la inferior.»
Boletín Oficial de Castilla y León nº 94 de 16 de mayo de 2007

## Geografía
Ubicación
La localidad está situada a una altitud de 713 m s. n. m.
| Noroeste: Pobladura de Valderaduey | Norte: Belver de los Montes | Noreste: Bustillo del Oro |
| Oeste: Aspariegos                  |                             | Este: Abezames            |
| Suroeste: Villalube                | Sur: Fuentesecas            | Sureste: Fuentesecas      |

## Historia
La presencia humana en el término de Malva se fecha ya en el Paleolítico, época de la que se han encontrado en las inmediaciones de Malva (en el paraje de Las Tortas) evidencias de un asentamiento prehistórico.
No obstante, la fundación de Malva se debería a las repoblaciones efectuadas por los reyes de León, que crearon la localidad en la Edad Media. En la época fundacional la población se levantó en el entorno de la ermita, si bien con el tiempo fue desplazándose hasta el valle inmediato, donde a fines de la Edad Media ya se concentraba el grueso de las viviendas. En todo caso, en el año 1143 Malva figura como un hito en la demarcación del Alfoz de Toro, apareciendo citada con el mismo nombre.
Por otro lado, desde las Cortes leonesas de 1188, Malva fue una de las localidades representadas por la ciudad de Toro en Cortes, siendo una de las que integró posteriormente la provincia de Toro, dependiendo desde la Edad Media del arciprestazgo toresano.
Malva tuvo cierta importancia en siglos pasados, como lo demuestra el hecho de haber contado con un hospital llamado de Nuestra Señora, y también con una ermita-humilladero dedicada a la Vera-Cruz, ambos dependientes de la iglesia parroquial de San Miguel.
Ya en la Edad Contemporánea, al crearse las actuales provincias en la división provincial de 1833, Malva quedó encuadrado en la provincia de Zamora, dentro de la Región Leonesa.

## Demografía
Cuenta con una población de 100 habitantes (INE 2024).

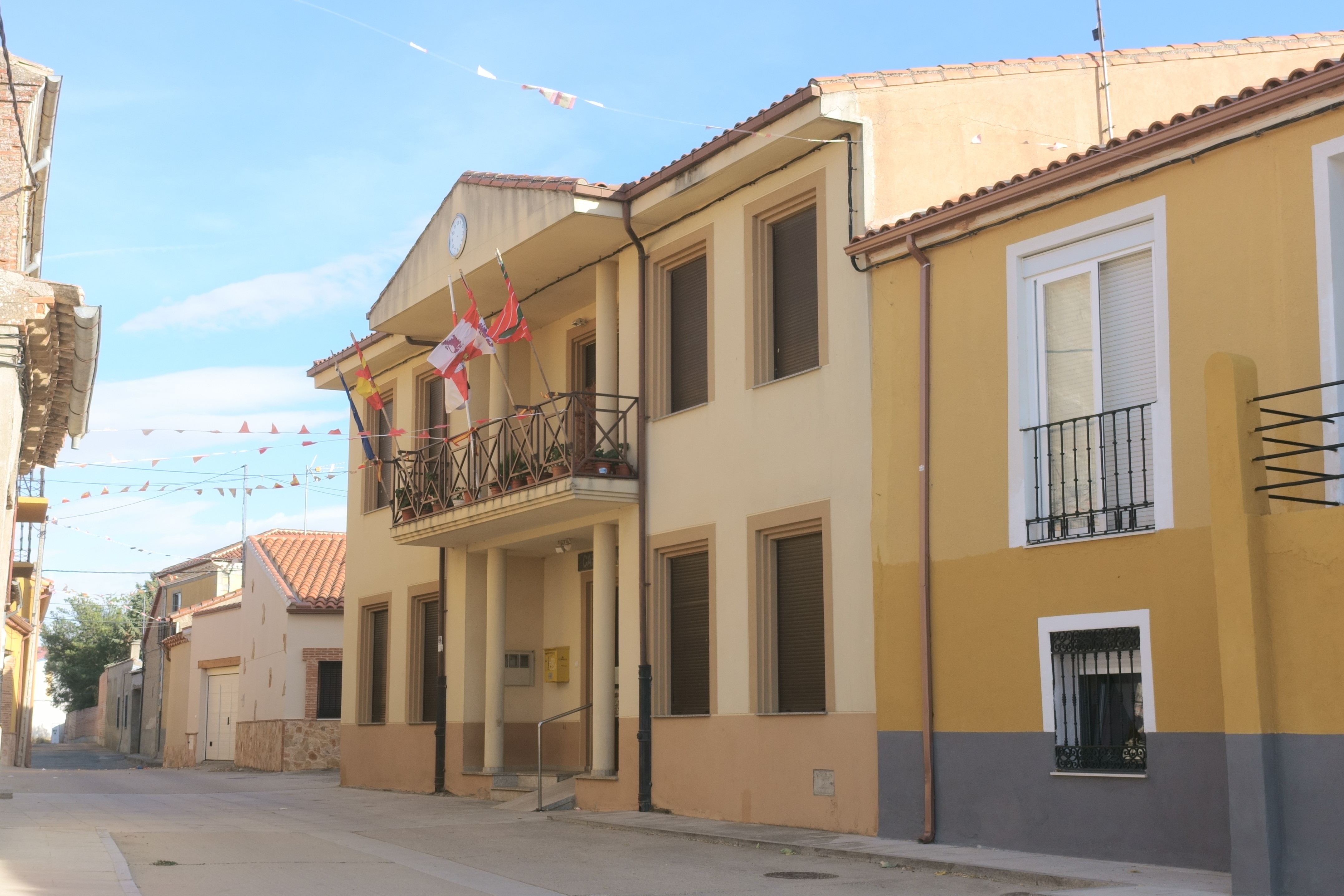
Casa consistorial

| Gráfica de evolución demográfica de Malva entre 1842 y 2021                                                           |
| |
| Población de derecho según los censos de población del INE. Población de hecho según los censos de población del INE. |

## Patrimonio

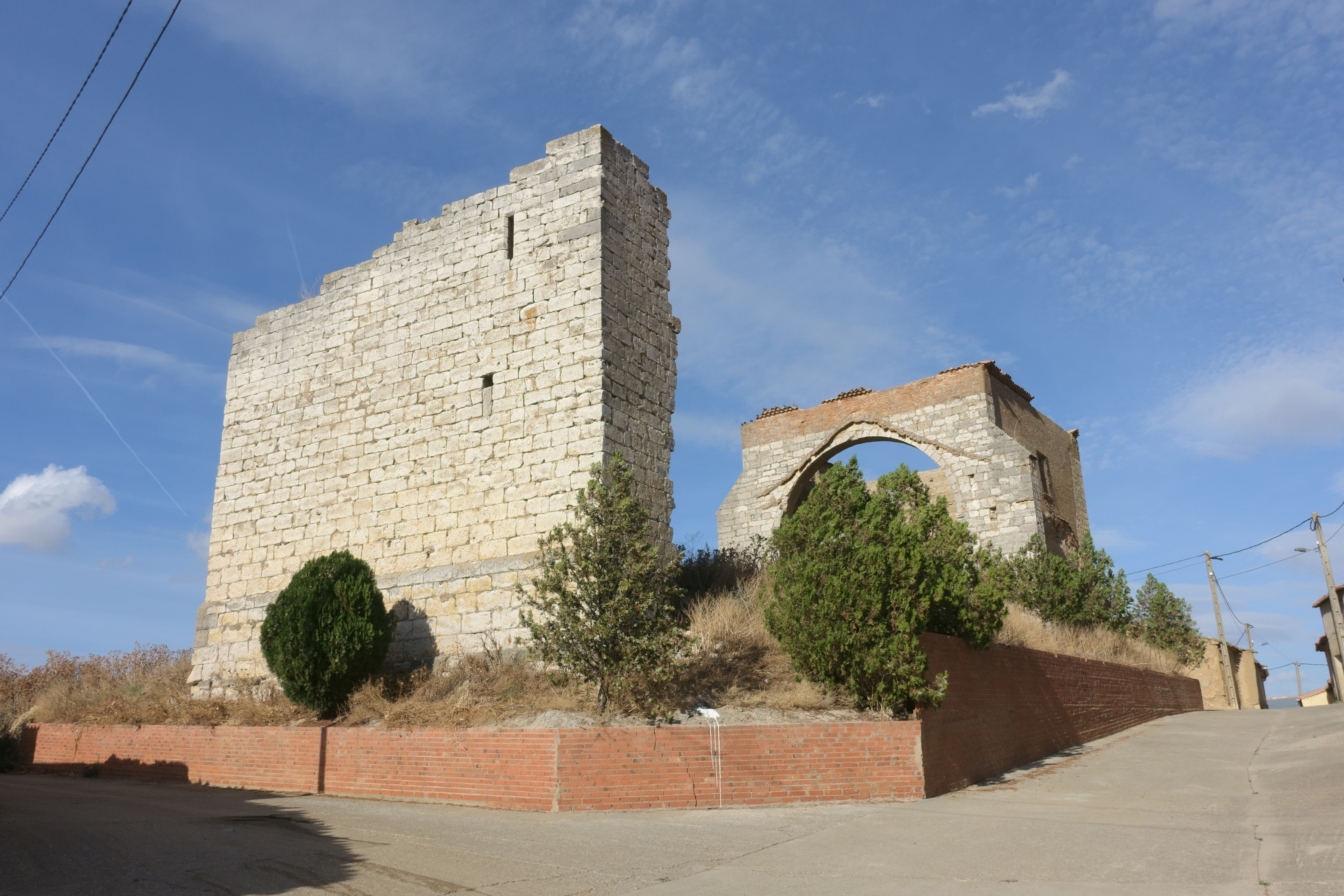
Ruinas de la iglesia de San Juan

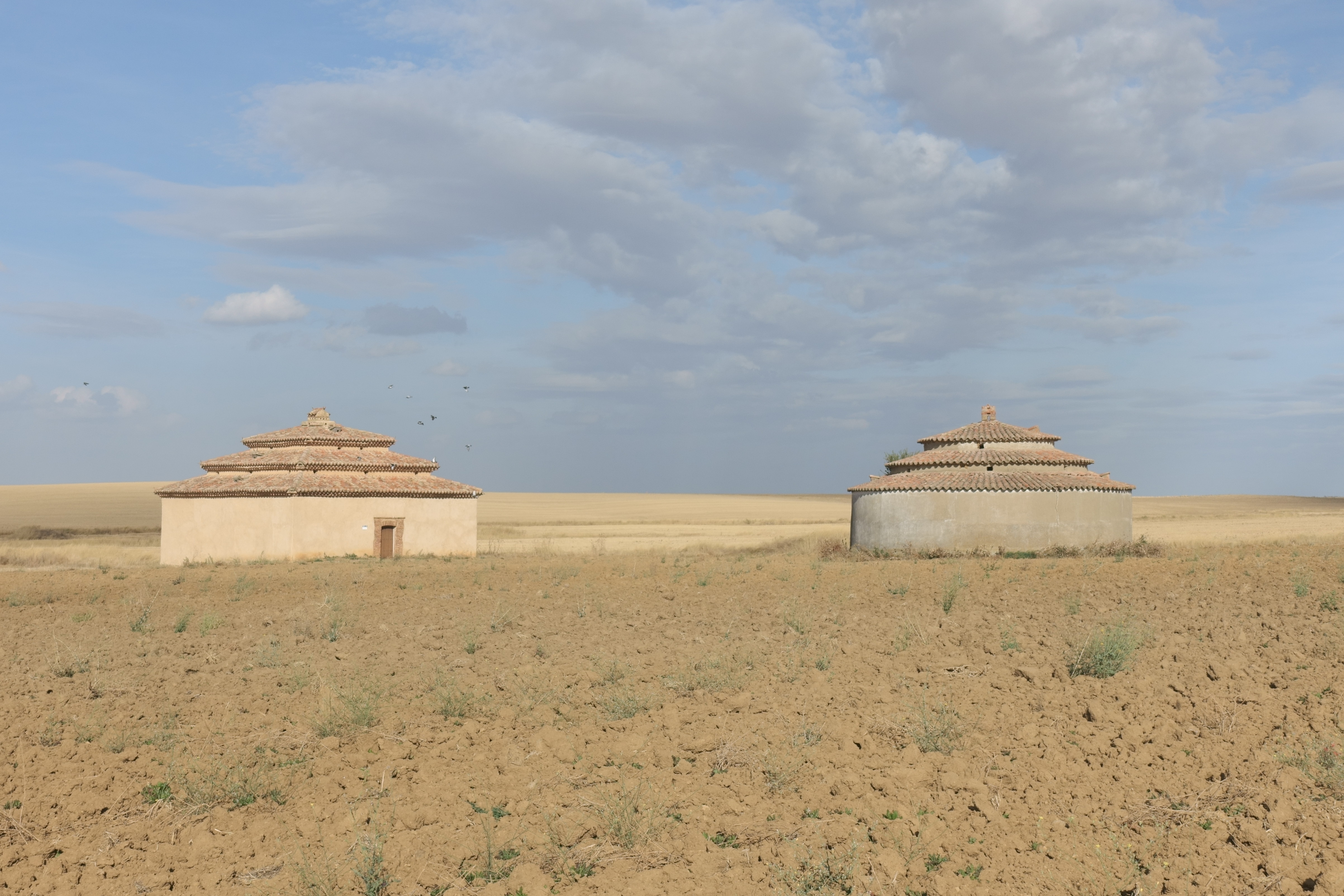
Palomares

- Iglesia de San Miguel Arcángel. Data del siglo XV. En su interior, bajo una armadura de madera, se cobijan varios retablos, algunos procedentes de San Juan, de los cuales el mayor es de un estilo barroco.

- Ermita de la Virgen del Tovar. Se alza sobre una loma donde sobresale su airosa espadaña barroca. En la Edad Media fue parroquia bajo la advocación de Nuestra Señora del Castillo, época de la que solamente conserva la portada (siglo XIII). En su interior alberga la imagen de la Virgen titular y un crucifijo gótico de tamaño natural, del XVI.

- Iglesia de San Juan. Se alza en las proximidades del casco urbano. Ya existía en el siglo XV, quedando arruinada a principios del siglo XX.

- Otros puntos de interés. Los próximos palomares, el antiguo molino de viento y las fuentes presentan particularidades dignas de especial atención.

## Fiestas
Son varias las festividades que acontecen en Malva, como San Isidro (15 de mayo), Santa Justa (17 de julio), o la más importante, la de la patrona local, la Virgen del Tovar (12-15 de septiembre), con misa en la ermita y procesión con la imagen, que llevan desde la parroquia hasta el santuario.